# Janine Puget
Janine Puget (Marsella, 19 de desembre de 1926 - Buenos Aires, 5 de novembre de 2020) va ser una psiquiatra i psicoanalista argentina d'origen francès. És coneguda per a les seves investigacions i publicacions sobre la psicoanàlisi de grup.

## Biografia
Janine Puget, d'origen marsellès, s'instal·la a l'Argentina als anys 1930.
Es forma en psicoanàlisi en el si de l'Associació psicoanalítica argentina i comença els seus estudis de medicina l'any 1952. És coneguda per a les seves aportacions a la psicoanàlisi de l'enllaç, sobre les situacions de traumatitzats i sobre les psicoteràpies de grup i de família. Ensenya a Europa i a Amèrica llatina i és membre de l'Associació psicoanalítica de Buenos Aires (Asociación Psicoanalítica de Buenos Aires, APdeBA) i de l'Associació psicoanalítica internacional. Ha participat en la fundació de la Asociación de Psicología y Psicoterapia de Grupo a Buenos Aires.
L'any 2011, va rebre el premi Mary S. Sigourney concedit per l'Associació psicoanalítica internacional.
Mor el 5 de novembre de 2020 a Buenos Àrees, a l'edat de 93 anys.

## Publicacions
- amb L. Ricon, M. Vignar, M.-L. Pelento, René Kaës, Silvia Amati-Sas: Violència d'estat i psicoanàlisi, 1989, Ed. Dunod, Col·lecció : Inconscient i cultura, (ISBN 2040169830)
- amb Isidoro Berenstein: Psicoanàlisi de l'enllaç: En diferents dispositius terapèutics, 2008, Editor : Erès, Col·lecció : Transició,[5]
- Subjetivación discontinua y psicoanálisis: incertidumbre y certezas, 2015[6] ()
- Psicoanálisis de la pareja matrimonial (1988) “Psicanálise do Casal”, Porto Alegre, Artes Médicas, 1993
- El Grupo y sus configuraciones, 1982
- La pareja: encuentros, desencuentros, reencuentros, Méxic, 1999.[7]
- Il gruppo e le sue configurazioni: terapia psicoanalitica, Roma, Borla, 1996.[8]
- amb Isidoro Berenstein, Lo Vincular- Teoría y Clínica psicoanalítica, ed. Paidós, 1997[9]
- Las violencias en diferentes situaciones
- Experiencias en grupos, (ISBN 9788475090207).
- La pareja y sus anudamientos: erotismo-pasión-poder-trauma, 2004.